# Fidélité (psychométrie)
Pour les articles homonymes, voir Fidélité.
En psychométrie, la fidélité d'un test psychologique, ou fiabilité d'un test (reliability en anglais), est une des trois grandes mesures de la qualité du test (les deux autres étant la sensibilité et la validité). Cette mesure est prise lors d'une procédure de standardisation d'un test. Avant sa publication, un test psychologique est généralement évalué sur de larges échantillons de la population. Les résultats de cette procédure sont évalués : si le test obtient de bons indices de fidélité et de validité, il est considéré comme suffisamment robuste pour être publié et utilisé. 

## Définition
La fidélité ou fiabilité d'un test de psychologie est une estimation du degré auquel le test fournit des résultats consistants.  
Plusieurs dimensions de cette consistante sont importantes. Ainsi, le test doit donner des résultats similaires quel que soit le jour et les circonstances de sa passation. Pour estimer cet aspect, le test est soumis à une procédure dite de « test-retest » : le même groupe de personnes passent le même test à deux occasions, et on s'attend à ce que chaque personne obtienne le même score, ou du moins, un score très proche, lors des deux passations. De fortes corrélations sont attendues entre les résultats du test-retest (voir détails dans section suivante).

## Calculs d'indices de fidélité
Comme il n'est pas toujours possible d'effectuer un test-retest, plusieurs indices statistiques peuvent être utilisés pour exprimer la fidélité d'un test, comme l'Alpha de Cronbach ou la formule 20 de Kuder-Richardson.

## Exemples de tests ayant une bonne fidélité psychométrique
Un coefficient de fidélité exprime une corrélation et est donc compris entre 0 (aucune corrélation) et 1 (corrélation parfaite). Les tests comme ceux de Wechsler, mesurant le QI, ont de bons coefficients de fidélité. Les coefficients de fidélité de la plupart des tests d'intelligence sont aux alentours de 0,85 et 0,90.